# Lac à l'Eau Jaune
Pour les articles homonymes, voir Eau Jaune.
Le lac à l’Eau Jaune constitue un plan d'eau douce du territoire de Eeyou Istchee Baie-James, en Jamésie, dans la région administrative du Nord-du-Québec, dans la province de Québec, au Canada. Ce lac s’étend entièrement dans les cantons de Brongniart et de Rasles.
La foresterie constitue la principale activité économique du secteur. Les activités récréotouristiques arrivent en second.
La partie Est du bassin versant du « lac à l’Eau Jaune » est accessible par une route forestière venant du Nord et se détachant de la route 113 laquelle passe dans le sens Est-Ouest au Nord du lac en longeant le chemin de fer du Canadien National.
La surface du « lac à l’Eau Jaune » est habituellement gelée du début novembre à la mi-mai, toutefois la circulation sécuritaire sur la glace se fait généralement de la mi-novembre à la mi-avril.

## Géographie
Ce lac qui est situé au Sud-Ouest du lac Chibougamau comporte une longueur de 13,1 km, une largeur maximale de 11,2 km et une altitude de 365 m.
D’une configuration complexe, le « lac à l’Eau Jaune » comporte de nombreuses îles, baies et presqu’îles. Ce lac est traversé d’Est en Ouest par la Rivière Obatogamau (affluent de la rivière Chibougamau). Il est aussi alimenté du côté Nord par la décharge du lac Erwin, la décharge du lac Andy et la décharge du lac Agglomérat. L’embouchure du « lac à l’Eau Jaune » qui est plus évasée, est localisée au fond d’une baie au Nord-Ouest, soit à :
- 20,0 km au Sud-Ouest d’une baie de la rive Sud du lac Chibougamau ;
- 34,7 km au Sud-Ouest du centre-ville de Chibougamau ;
- 13,4 km au Sud-Est du centre du village de Chapais (Québec) ;
- 58,2 km à l’Est de l’embouchure de la rivière Obatogamau (confluence avec la rivière Chibougamau) ;
- 159,3 km au Nord-Est de l’embouchure du Lac au Goéland (rivière Waswanipi) ;
- 346 km au Sud-Est de l’embouchure de la rivière Nottaway[1].

Les principaux bassins versants voisins du « lac à l’Eau Jaune » sont :
- côté Nord : rivière Obatogamau, lac Opémisca, rivière Chibougamau, lac Chibougamau ;
- côté Est : lac Keith, lac Muscocho, rivière Obatogamau, lac Chevrier (rivière Obatogamau) ;
- côté Sud : rivière Opawica, lac Fancamp, lac Nemenjiche, rivière Nemenjiche ;
- côté Ouest : lac de la Presqu'île (Nord-du-Québec), rivière Obatogamau, rivière Chibougamau.

## Toponymie
Cette hydronyme est signalé en 1916 dans un procès-verbal de la Commission de géographie du Québec. Vraisemblablement, ce toponyme descriptif emprunte sa dénomination à la couleur de l'eau. En 1900, l'explorateur Henry O'Sullivan, qui a cartographié ce lac sans le nommer, indiquait que le sol environnant contenait des dépôts ferreux.
Le toponyme "lac à l’Eau Jaune" a été officialisé le 5 décembre 1968 par la Commission de toponymie du Québec lors de
sa création.